# AC Sparta Praha Cycling
AC Sparta Praha Cycling (código UCI: ASP) es un equipo ciclista de la República Checa, con sede en Praga. El equipo se fundó en 2002.

## Sede
El equipo tiene su sede en Praga: Nad Královskou oborou 51, 170 00
Su centro entrenamiento se sitúa en Rokycany: Těškov 146, 337 01

## Clasificaciones UCI
UCI America Tour
| Temporada | Clasificación por equipos | Mejor corredor | Posición |
| 2010-2011 | 37.º                      | Roman Broniš   | 326º     |

UCI Europe Tour
| Temporada | Clasificación por equipos | Mejor corredor | Posición |
| 2010-2011 | 84.º                      | Roman Broniš   | 421.º    |
| 2011-2012 | 104.º                     | Martin Hunal   | 435.º    |
| 2012-2013 | 108.º                     | Martin Hunal   | 592.º    |

## Palmarés
Para años anteriores véase:Palmarés del AC Sparta Praha

### Palmarés 2015

#### Circuitos Continentales UCI
| Fechas | Circuito | Carreras | Ganador |

## Plantilla
Para años anteriores, véase Plantillas del AC Sparta Praha

### Plantilla 2020
| Nombre           | Nacimiento | Nacionalidad    | Equipo 2019                      |
| Martin Cech      | 07/12/2000 | República Checa | Sportraces-Isaac Team            |
| Petr Fiala       | 30/08/1995 | República Checa | AC Sparta Praha                  |
| Tomas Kalojiros  | 03/08/1994 | República Checa | AC Sparta Praha                  |
| Rostislav Krotký | 19/10/1976 | República Checa | AC Sparta Praha                  |
| Petr Malan       | 13/12/1995 | República Checa | AC Sparta Praha                  |
| Michal Pustula   | 30/03/1999 | Polonia         | HSK Trias Cyclingteam - MooiJong |
| Denis Rugovac    | 03/04/1993 | República Checa | Pardus Tufo - Prostejov          |
| Jan Ryba         | 25/03/1995 | República Checa | AC Sparta Praha                  |
| Tomas Schühler   | 19/12/1994 | República Checa | AC Sparta Praha                  |
| Jan Stöhr        | 05/04/1991 | República Checa | AC Sparta Praha                  |
| Oscar Uhlig      | 30/04/2000 | Alemania        | MTS - Triebwerk Cycling          |